# NGC 4278
NGC 4278 (други обозначения – UGC 7386, MCG 5-29-62, ZWG 158.77, IRAS12175+2933, PGC 39764) е елиптична галактика (E1) в съзвездието Косите на Вероника.
Обектът присъства в оригиналната редакция на „Нов общ каталог“.